# موریس لوی
موریس لوی (به انگلیسی: Maurice Lévy) (زاده ۱۸ فوریه ۱۹۴۲) کارآفرین و مدیر ارشد اجرایی فرانسوی-مراکشی است، که از سال ۱۹۸۷ به‌عنوان مدیر عامل اجرایی شرکت پوبلیسیز فعالیت می‌نماید.